# Marshall, Quận Dane, Wisconsin
Marshall là một làng thuộc quận Dane, tiểu bang Wisconsin, Hoa Kỳ. Năm 2006, dân số của làng này là 3432 người.